# Hans Eller
Hans Eller (14 de agosto de 1910-4 de abril de 1943) fue un deportista alemán que compitió en remo. Participó en los Juegos Olímpicos de Los Ángeles 1932, obteniendo una medalla de oro en la prueba de cuatro con timonel.
Murió en acción durante la Segunda Guerra Mundial.

## Palmarés internacional
| Juegos Olímpicos | Juegos Olímpicos             | Juegos Olímpicos | Juegos Olímpicos   |
| Año              | Lugar                        | Medalla          | Prueba             |
| ---------------- | ---------------------------- | ---------------- | ------------------ |
| 1932             | Los Ángeles (Estados Unidos) | Medalla de oro   | Cuatro con timonel |